# Carex changmuensis
Carex changmuensis är en halvgräsart som beskrevs av Tang, Fa Tsuan Wang och Y.C.Yang. Carex changmuensis ingår i släktet starrar, och familjen halvgräs.
Artens utbredningsområde är Tibet. Inga underarter finns listade i Catalogue of Life.